# Боровков, Владимир Иванович
Владимир Иванович Боровков (19 февраля 1931 — 1 февраля 2011 года) — бригадир судосборщиков завода имени Ленинского Комсомола Министерства судостроительной промышленности СССР, город Комсомольск-на-Амуре Хабаровского края. Герой Социалистического Труда (25.07.1966).

## Биография

### Начальная биография
Родился 19 февраля 1931 году на территории современной Пензенской области (деревня Волженка, Нижне-Ломовской район). В 1937 году вся семья Боровковых переехала в город Комсомольск-на-Амуре. В 1943 году Владимир поступил в ремесленное училище. Учился и работал на судостроительном заводе. В сорок пятом, когда Владимиру Боровкову исполняется 14 лет, он становится слесарем-сборщиком, начинает строить корабли.
Вспоминал ветеран завода, учитель многих корабелов М. П. Липовка.

— Почти всю войну мне довелось быть бригадиром слесарей-сборщиков. Под началом — одни подростки, вроде четырнадцатилетнего Вовки Боровкова. В тот год как раз паромы строили. Случалось, работали и день, и ночь. Случалось, и ночевали в цехе, на матрацах, набитых древесной стружкой. И только в конце недели шли домой, чтобы помыться, переменить белье. Боровков мне нравился тем, что никогда не хныкал. Он уже тогда был в шеренге первых. Хотел стать и стал настоящим мастером своего дела.— 
С 1951 по 1955 год — служба в рядах Советской Армии. Вернулся домой и снова на родной судостроительный завод № 199 Министерства судостроительной промышленности СССР (в 1957-1965 годах – Хабаровского совнархоза) позднее получившего наименование «Завод имени Ленинского Комсомола» (ныне – ПАО «Амурский судостроительный завод»). 
В сравнительно короткий срок стал одним из ведущих специалистов сборки. Позднее В. Боровкову доверили руководство бригадой судосборщиков. Вступил в КПСС. Бригада Боровкова выполняла, как правило, наиболее ответственные задания. Работу этого коллектива отличала высокая производительность, надежность готовой продукции. Она неоднократно выступала инициатором патриотических начинаний на заводе.
В 1958 году завод приступил к строительству первой в своей истории атомной подводной лодки (АПЛ) проекта 659 (в 1960-1962 годах было спущено на воду 5 АПЛ).
В 1963 году бригаде было присвоено звание «Коллектив коммунистического труда», которое она ежегодно подтверждала. Готовую продукцию бригада В. И. Боровкова сдавала без предъявления ОТК, досрочно завершая выполнение годовых и пятилетних планов.
Указом Президиума Верховного Совета СССР  («закрытым») от 25 июля 1966 года за выдающиеся заслуги в выполнении плана 1959-1965 годов и создание новой техники Боровкову Владимиру Ивановичу присвоено звание Героя Социалистического Труда с вручением ордена Ленина и золотой медали «Серп и Молот». 
Избирался депутатом Хабаровского краевого Совета народных депутатов, делегатом XXVI съезда КПСС (1981).
Работал на заводе до выхода на пенсию.
Жил в городе Комсомольск-на-Амуре. Умер 1 февраля 2011 года.. Похоронен в городе Комсомольск-на-Амуре на кладбище «Старт».

## Награды
- Золотая медаль «Серп и Молот» (25.07.1966);
- орден Ленина (25.07.1966)
- орден Трудового Красного Знамени (10.03.1981)
- Медаль «В ознаменование 100-летия со дня рождения Владимира Ильича Ленина» (1970)
- Медаль «За трудовую доблесть»
- Юбилейная медаль «300 лет Российскому флоту» (1996)
- Медалями ВДНХ СССР
- и другими
- Отмечен дипломами и почётными грамотами.